# 沙草原鎮區 (伊利諾伊州塔茲韋爾縣)
沙草原鎮區（英語：Sand Prairie Township）是位於美國伊利諾伊州塔茲韋爾縣的一個行政鎮區。

## 地方資料
根據2010年美國人口普查的數據，沙草原鎮區的面積為91.80平方千米，當中陸地面積為91.80平方千米，而水域面積為0.00平方千米。當地共有人口1400人，而人口密度為每平方千米15.25人。